# Conspiració per a un assassinat
Conspiració per a un assassinat (títol original: To Kill a Priest) és una pel·lícula franco dirigida per Agnieszka Holland i estrenada l'any 1988. Ha estat doblada al català.

## Argument
La pel·lícula s'inspira en la vida del sacerdot Jerzy Popieluszko, membre de Solidarność, detingut, torturat i assassinat per la policia secreta comunista, la Służba Bezpieczeństwa (Seguretat interior), el 19 d'octubre de 1984.
Un oficial de la policia secreta SB, Stefan (Ed Harris), fanàtic i emocionalment desequilibrat, decideix matar un jove sacerdot popular, el pare Alec (Christophe Lambert), amb la finalitat de trencar el moviment Solidarnosc que amenaça el règim comunista.

## Repartiment
- Christophe Lambert: Pare Alek
- Ed Harris: Stefan
- Joss Ackland: Coronel
- Tim Roth: Feliks
- Timothy Spall: Igor
- Pete Postlethwaite: Josef
- Cherie Lunghi: Halina
- Joanne Whalley: Anna
- David Suchet: el bisbe
- Charles Condou: Marek
- Wojciech Pszoniak: jugar-ho de bridge
- André Chaumeau: Wacek
- Paul Crauchet: el pare de Alec
- Janine Darcey: la mare de Alec
- Brian Glover: el ministre
- Gregor Fisher: Pare Irek
- Matyelok Gibbs: la dona del coronel
- Nicolas Serreau: Staszek
- Vincent Grass: Volak
- Johnny Allen
- Raoul Delfosse
- Eric Duret
- Huguette Faget
- Anne-Casa Pisani
- Jean-Pierre Stewart
- Hanna Sylberg

## Rodatge
Una part de la pel·lícula ha estat rodada a Le Havre, al peu de l'església St Joseph.